# 허영 (헌법학자)
허영(許營, 1936년 8월 11일~)은 대한민국의 헌법학자이다.

## 생애
그는 경희대학교를 졸업하고 1971년 독일 뮌헨 대학에서 박사학위를 받은 후 귀국하였다. 이후 유신헌법의 이론적 기초가 됐던 카를 슈미트의 결단주의(영도적 국가론)에 맞서 동화적 통합이론을 주창했으나 창조지에 기고한 글이 사전검열에 걸려 중앙정보부로부터 심한 곤욕을 겪기도 했다. 결국 그는 1975년 다시 독일로 돌아가 교수직을 맡으며 더 공부를 하게 되었다.
1982년부터 연세대 법대 교수로 재임하면서 독일에서 얻은 이론에 본인의 독창성을 가미하여 한국 헌법학 이론의 기틀을 다지기 시작했다. 이런 학문적 성과를 집대성하는 작업을 시작, 동화적 통합이론을 바탕으로 한 <헌법이론과 헌법> 등을 완성하면서 권위주의 통치철학을 뒷받침한 결단주의와 실증주의를 밀어내고 한국헌법학의 권위자가 되었다. 그가 주창한 통합이론은 어떠한 악용을 하더라도 독재정치를 정당화할 수는 없다는 장점이 있었다. 국민의 공감대와 시대정신에 따른 사회통합을 헌법의 목표로 설정하는 통합이론은 민주화시대에 부응하는 이론이기도 하였다.
대한민국의 헌정사를 통해서 제도적으로 성공한 것이 헌법재판제도로 많은 기본권 침해 법률을 위헌결정해서 무효화 시킨 것은 큰 성과로 중국과 일본도 큰 관심을 보이고 있다. 헌법재판소가 더욱 완벽한 권력통제장치로 기능하고 명실상부한 <헌법수호기관>으로 뿌리내리기 위해서는 제도적인 취약점 보완이 필요하며, 국회와 정부 그리고 법원 등의 위헌적인 권력행사를 막기 위해서는 정치적인 설득력을 높이는 노력을 통해 정치적인 압력과 비판을 피할 수 있어야 한다고 현재 헌법재판연구소 이사장인 그는 말한다.
허영은, "우리 헌법도 체계정당성의 관점에서 보완하고 고쳐야 할 사항이 적지 않기에 헌법규범의 완결성을 높여 사회통합을 더욱 촉진시키기 위한 개헌이라면 충분한 준비를 통해 시도할 필요가 있고 국회에 <헌법평가팀>을 두고 입법과정에서의 위헌성을 제거하는 노력이 필요하다."라고 주장했다.
대한민국인으로서는 문인형 교수, 윤도영 교수, 유한일 교수와 함께 독일 훔볼트 학술상 수상자 중 한 명이다.
한국헌법론의 저자이다.

## 약력
- 1936년 8월 11일, 충남 부여 출생
- 1955년 대전고등학교 졸업
- 1959년 경희대학교 법학과 학사
- 1971년 독일 뮌헨 대학 헌법학 박사학위(Dr.jur.)
- 1972년 경희대학교 부교수
- 1975년 - 1982년 독일 본 대학교 교수
- 1978년 독일 바이로이트 대학교 교수
- 1982년 - 2001년 연세대학교 법학 교수
- 1989년 국방부 자문위원
- 1990년 헌법재판소 자문위원
- 2001년 연세대 교수 퇴임 후 명지대 석좌교수 역임.
- 2007년 2월 - 독일 본 대학교에서 한국인으로는 첫 명예법학박사 학위를 받음
- 헌법재판연구소 이사장
- 2013년 10월~현재 경희대학교 법학전문대학원 석좌교수

## 저서
- 헌법이론과 헌법(上), 박영사
- 헌법이론과 헌법(中), 박영사
- 헌법이론과 헌법(下), 박영사
- 한국헌법론, 박영사
- 헌법소송법론, 박영사
- 사례헌법학, 신조사

## 같이 보기
- 정종섭 - 허영의 제자이다.